# Discografia de Belinda Peregrín
Este anexo lista a discografia de Belinda, cantora, atriz, compositora, dançarina, produtora, diretora e modelo espanhola.
Seu primeiro álbum autointitulado (2003) recebeu diversas certificações no mercado hispânico, entre eles, dois disco de platina no México e platina nos Estados Unidos, foi um grande sucesso, vendendo mais de 1 milhões de cópias em todo o mundo. Belinda assinou contrato com a EMI Music e lançou seu segundo álbum, Utopía (2006), que rapidamente, rende à cantora um disco de platina pelas vendas no México, e chegando a receber duas indicações ao Grammy Latino nas categorias Melhor Álbum Pop Feminino e Canção do Ano com "Bella traición". As vendas do álbum foram superiores a 0,5 milhões de cópias vendidas em todo o mundo. O terceiro álbum da cantora, intitulado Carpe Diem (2010), foi certificado como disco de ouro no México dois dias após o lançamento, por mais de 30.000 cópias vendidas. O primeiro single "Egoísta", contou com a participação do rapper estadunidense Pitbull. Em 2013 lançou Catarsis, quarto álbum de estúdio, contou com o primeiro single "En el amor hay que perdonar" e o segundo "En la obscuridad", com participações dos cantores Pitbull, Don Omar e Juan Magán. O álbum debutou em primeiro lugar no México, onde recebeu dois discos de platina por mais de 120 mil cópias vendidas.
A cantora já vendeu mais de 2 milhões de álbuns desde o lançamento de seu primeiro álbum em 2003. Seus maiores sucessos incluem temas como "Lo siento", "Ángel", "Ni Freud ni tu mamá", "Bella traición", "Luz sin gravedad", "Egoísta", "Dopamina" e "En el amor hay que perdonar".

## Álbuns

### Álbuns de estúdio
| 2003 | Belinda - Lançamento: 5 de agosto de 2003 - Gravadora: Sony BMG, RCA - Formatos: CD, download digital               | 1 | 6  | 28 | 4  | 2 | 40 | - : 2× Platina + Ouro | - : 225.000 |
| 2006 | Utopía - Lançamento: 3 de outubro de 2006 - Gravadora: EMI Music - Formatos: CD, download digital                   | 3 | 8  | 20 | 19 | 1 | 39 | - : Platina           | - : 150.000 |
| 2010 | Carpe Diem - Lançamento: 23 de março de 2010 - Gravadora: EMI Music, Capitol Latin - Formatos: CD, download digital | 7 | 3  | 12 | 21 | 5 | 96 | - : Ouro              | - : 30.000  |
| 2013 | Catarsis - Lançamento:2 de julho de 2013 - Gravadora: Universal Music - Formatos: CD, download digital              | 1 | 2  | 4  | 9  | 9 | 29 |                       |             |
| 2025 | Indómita - Lançamento: 5 de junho de 2025 - Gravadora: Warner Music Latina - Formatos: CD, download digital         | 1 | 12 | —  | —  | — | —  |                       |             |
| "—" Denota que o álbum não alcançou posição alguma, ainda não foi lançado ou que não foi lançado oficialmente no país. | |   |    |    |    |   |    |                       |             |

| Ano  | EP                                                                      |
| ---- | ----------------------------------------------------------------------- |
| 2007 | Utopía 2 EP - Formatos: Download digital                                |
| 2007 | If We Were EP - Formatos: CD, Download digital                          |
| 2008 | See a Little Light/Luz Sin Gravedad EP - Formatos: CD, Download digital |
| 2012 | Carpe Diem Deluxe EP - Formatos: CD, Download digital                   |

| Ano  | Título                                            |
| ---- | ------------------------------------------------- |
| 2004 | Belinda Edición Especial - Formato: CD + DVD      |
| 2006 | Belinda Total - Formato: CD + DVD, DCD e DVD + CD |
| 2009 | Lo Esencial de Belinda - Formato: CD Duplo + DVD  |

| Ano  | Banda sonora                                                                                            | Paradas | Certificações                   |
| ---- | --- | --- | ------------------------------- |
| 2000 | Amigos X Siempre - Formatos: CD, Cassete                                                                | - US Latin Top: 47 - US Latin Pop: 15                                                                               | - MÉX: Platina                  |
| 2001 | Aventuras en el Tiempo - Formatos: CD, casete                                                           | | - MÉX: 2x Ouro                  |
| 2001 | Aventuras en el Tiempo En Vivo - Formatos: CD                                                           | |                                 |
| 2002 | Cómplices al Rescate: Mariana - Formatos: CD, casete                                                    | - US Latin Top: 5 - Regional Mexican: 1                                                                             | - MÉX: Platina[ligação inativa] |
| 2002 | Cómplices al Rescate: Silvana - Formatos: CD, casete                                                    | - US Latin Top: 6 - US Latin Pop: 5                                                                                 | - MÉX: Platina[ligação inativa] |
| 2002 | Canta con Cómplices al Rescate - Formatos: CD                                                           | |                                 |
| 2004 | Corazones al Límite - Formatos: CD                                                                      | |                                 |
| 2006 | The Cheetah Girls 2 - Participa em 4 faixas - Lançamento: 15 de agosto - Formatos: CD, download digital | - U.S. 200: 5 - Top Internet Albums: 5 - Top Soundtracks: 1 - Top Kid Audio: 1 - México Top 100: 68 - UK Top 75: 59 | - US: Platina - ARG: Ouro       |

## DVD/Videos
| Ano  | Título |
| ---- | --- |
| 2005 | Fiesta en la Azotea: En Vivo desde el Auditorio Nacional - Lançamento: 15 de fevereiro - Gravadora: Sony BMG RCA Records - Formato: DVD - MEX: Platina + Ouro |
| 2006 | Belinda Total (DVD+CD) - Formato: DVD, CD |

| Ano  | Título                                                        |
| ---- | ------------------------------------------------------------- |
| 2000 | Amigos X Siempre: En la ruta de la amistad - Formatos: VHS    |
| 2001 | Aventuras en el tiempo: El final en concierto - Formatos: VHS |

| Ano  | Título |
| ---- | --- |
| 2006 | The Cheetah Girls 2 - Lançamento: 25 de agosto - Direção: Kenny Ortega - Inclui o Videoclip: Dance With Me |
| 2007 | Barbie como la Princesa de la Isla - Lançamento: 2007 - Formato: DVD - Inclui o Videoclip Debo saber       |
| 2009 | Despereaux: Un Pequeño Gran Héroe - Lançamento: 2009 - Formato: DVD - Belinda dubla a voz da Princesa Pea  |

## Singles
| Ano  | Música                                                              | Posições | Posições | Posições | Posições | Posições | Posições | Posições | Posições | Posições | Posições | Posições | Posições | Posições     | Posições | Posições | Álbum      |
| Ano  | Música                                                              | MEX      | PER      | ESP      | ARG      | CHI      | VEN      | COL      | COS      | PAN      | ELS      | I.A.     | US Latin | US Latin Pop | US Trop  | BRA      | Álbum      |
| ---- | ------------------------------------------------------------------- | -------- | -------- | -------- | -------- | -------- | -------- | -------- | -------- | -------- | -------- | -------- | -------- | ------------ | -------- | -------- | ---------- |
| 2003 | "Lo Siento"                                                         | 1        | 1        | 1        | 16       | 18       | —        | —        | 5        | 1        | 1        | —        | —        | —            | 34       | 99       | Belinda    |
| 2004 | "Boba Niña Nice"                                                    | 17       | 13       | —        | —        | —        | —        | —        | 37       | 15       | 25       | —        | —        | —            | —        | 100      | Belinda    |
| 2004 | "Ángel"                                                             | 1        | 1        | 6        | —        | 2        | —        | —        | 4        | 2        | 1        | —        | —        | —            | —        | 20       | Belinda    |
| 2004 | "Vivir"                                                             | 1        | 6        | —        | —        | —        | 18       | —        | —        | 6        | 7        | —        | —        | —            | —        | 93       | Belinda    |
| 2004 | "No Entiendo" (feat. Andy & Lucas)                                  | 15       | 4        | 1        | —        | —        | —        | —        | 1        | 7        | 1        | 90       | —        | —            | —        | 89       | Belinda    |
| 2005 | "Be Free"                                                           | 3        | —        | 30       | —        | —        | —        | —        | 1        | 1        | 9        | —        | —        | —            | —        | 90       | Belinda    |
| 2005 | "¿Dónde iré yo?"                                                    | —        | —        | —        | —        | —        | —        | —        | —        | —        | —        | —        | —        | —            | —        | —        | Belinda    |
| 2006 | "Ni Freud, Ni Tu Mamá"                                              | 1        | 99       | 31       | 8        | —        | —        | —        | 6        | 1        | 1        | 4        | 38       | 16           | 31       | 55       | Utopía     |
| 2007 | "Bella Traición"                                                    | 7        | 1        | 20       | 12       | 7        | —        | —        | 4        | 8        | 6        | 26       | 14       | 11           | 11       | 53       | Utopía     |
| 2007 | "Luz Sin Gravedad"                                                  | 1        | —        | 19       | 1        | 10       | —        | —        | 6        | 2        | 16       | 10       | —        | 29           | —        | 41       | Utopía     |
| 2007 | "Alguien Más"                                                       | —        | —        | 35       | —        | 65       | —        | —        | —        | —        | —        | —        | —        | —            | —        | —        | Utopía     |
| 2007 | "Es De Verdad"                                                      | —        | —        | —        | —        | —        | —        | —        | 5        | 59       | 89       | 19       | 41       | 18           | —        | —        | Utopía     |
| 2007 | "If We Were"                                                        | —        | —        | —        | 8        | —        | —        | —        | —        | —        | —        | 3        | —        | —            | —        | 3        | Utopía     |
| 2008 | "See A Little Light"                                                | —        | —        | —        | —        | —        | —        | —        | —        | —        | —        | —        | —        | —            | —        | 1        | Utopía     |
| 2010 | "Egoísta" (feat. Pitbull)                                           | 4        | —        | —        | 7        | 7        | —        | —        | 15       | 8        | 5        | —        | 28       | 18           | 29       | 13       | Carpe Diem |
| 2010 | "Lolita"                                                            | 7        | —        | —        | —        | —        | —        | —        | —        | —        | —        | —        | 31       | —            | —        | —        | Carpe Diem |
| 2010 | "Dopamina"                                                          | 3        | —        | —        | —        | —        | 130      | —        | —        | —        | —        | —        | —        | —            | —        | —        | Carpe Diem |
| 2012 | "En El Amor Hay Que Perdonar"                                       | 1        | —        | —        | 1        | —        | 3        | 5        | —        | —        | —        | —        | 39       | 18           | —        | —        | Catarsis   |
| 2012 | "En La Obscuridad"                                                  | 1        | —        | 69       | —        | —        | —        | —        | —        | —        | —        | —        | 33       | 9            | —        | —        | Catarsis   |
| 2013 | "Nada"                                                              | —        | —        | —        | —        | —        | —        | —        | —        | —        | —        | —        | —        | —            | —        | —        | Catarsis   |
| 2014 | "I Love You... Te Quiero" (feat. Pitbull)                           | —        | —        | —        | —        | —        | —        | —        | —        | —        | —        | —        | —        | —            | —        | —        | Catarsis   |
| 2017 | "Déjate Llevar" (Juan Magán, Belinda, Manuel Turizo, Snova, B-Case) | —        | —        | —        | —        | —        | —        | —        | —        | —        | —        | —        | —        | —            | —        | —        | —          |
| 2024 | "Cactus"                                                            | —        | —        | —        | —        | —        | —        | —        | —        | —        | —        | —        | —        | —            | —        | —        | Indomable  |
| 2024 | "300 Noches" (com Natanael Cano)                                    | —        | —        | —        | —        | —        | —        | —        | —        | —        | —        | —        | —        | —            | —        | —        | Indomable  |
| 2024 | "LA MALA"                                                           | —        | —        | —        | —        | —        | —        | —        | —        | —        | —        | —        | —        | —            | —        | —        | Indomable  |

## Videoclipes

### como artista principal
| Ano  | Video                                   | Álbum          | Diretor(es)                        |
| ---- | --------------------------------------- | -------------- | ---------------------------------- |
| 2003 | "Lo siento"                             | Belinda        | Oliver Castro                      |
| 2003 | "Boba Niña Nice"                        | Belinda        | Víctor González                    |
| 2004 | "Ángel"                                 | Belinda        | Alejandro Lozano                   |
| 2004 | "Vivir"                                 | Belinda        | Alejandro Lozano                   |
| 2004 | "No Entiendo" (com Andy & Lucas)        | Belinda        | —                                  |
| 2005 | "Be Free"                               | Belinda        | Rodolfo Ladiga                     |
| 2006 | "Ni Freud Ni Tu Mamá"                   | Utopía         | Scott Speer                        |
| 2007 | "Bella Traición"                        | Utopía         | Scott Speer                        |
| 2007 | "Luz Sin Gravedad"                      | Utopía         | Scott Speer                        |
| 2007 | "Alguien Más"                           | Utopía         | Scott Speer                        |
| 2007 | "If We Were"                            | Utopía         | Scott Speer                        |
| 2008 | "See A Little Light"                    | Utopía         | Scott Speer                        |
| 2010 | "Egoísta" (com Pitbull)                 | Carpe Diem     | Belinda e Vance Burberry           |
| 2010 | "Lolita"                                | Carpe Diem     | MTV                                |
| 2011 | "Dopamina"                              | Carpe Diem     | Belinda e Julio Carlos             |
| 2012 | "En El Amor Hay Que Perdonar"           | Catarsis       | Belinda e Daniel Shain             |
| 2013 | "En la Obscuridad"                      | Catarsis       | Daniel Shain                       |
| 2014 | "I Love You... Te Quiero" (com Pitbull) | Catarsis       | Ernesto Yáñez                      |
| 2024 | "Cactus"                                |                | Lariss De La Vega/Kathya Velazquez |
| 2024 | "300 Noches" (com Natanael Cano)        |                | Lariss De La Vega/Kathya Velazquez |
| 2024 | "LA MALA"                               | Salomón Simhon |                                    |

### outro(s) videoclipe(s)
| Ano  | Video           | Artista(s)                                        | Diretor         |
| ---- | --------------- | ------------------------------------------------- | --------------- |
| 2017 | "Déjate Llevar" | Juan Magán, Belinda, Manuel Turizo, Snova, B-Case | Alejandro Pérez |

### como artista convidada
| Ano  | Video                | Artista(s)                    | Diretor                                      |
| ---- | -------------------- | ----------------------------- | -------------------------------------------- |
| 2005 | "Muriendo Lento"     | Moderatto feat. Belinda       | Alejandro Romero/Alonso Ocejo/Rodrigo Valdés |
| 2006 | "Dance With Me"      | Drew Seeley feat. Belinda     | Kenny Ortega                                 |
| 2008 | "Your Hero"          | Finley feat. Belinda          | Gaetano Morbioli                             |
| 2008 | "Te Quiero"          | Flex feat. Belinda            | Billy Mann                                   |
| 2012 | "Te Voy A Esperar"   | Juan Magán feat. Belinda      | Juan De La Vega                              |
| 2013 | "Constantemente Mía" | Il Volo feat. Belinda         | —                                            |
| 2014 | "Translation"        | Vein feat. Belinda e J Balvin | Joan Pabon                                   |

### videos promocionais
| Ano  | Video                                  | Artista(s)                      | Diretor                     |
| ---- | -------------------------------------- | ------------------------------- | --------------------------- |
| 2003 | "Sé Diferente"                         |                                 | —                           |
| 2006 | "Amigas Cheetahs"                      | The Cheetah Girls feat. Belinda | Kenny Ortega                |
| 2006 | "Rodolfo El Reno De La Nariz Roja"     |                                 | —                           |
| 2007 | "Bella Traición" (Alternative version) |                                 | Televisa                    |
| 2007 | "Debo Saber"                           |                                 | Mattel                      |
| 2010 | "Somos el mundo 25 por Haiti"          | vários artistas                 | —                           |
| 2010 | "Ay Haití"                             | vários artistas                 | Borja Crespo                |
| 2010 | "Que Cante la Vida por Chile"          | vários artistas                 | Alberto Plaza               |
| 2010 | "Contigo En La Distancia"              |                                 | Chava Cartas / Pedro Torres |

### aparições cameo
| Ano  | Video                      | Artista(s)      | Diretor     |
| ---- | -------------------------- | --------------- | ----------- |
| 2000 | "Navidad de las Estrellas" | vários artistas | Televisa    |
| 2010 | "Armada Latina"            | Cypress Hill    | Matt Alonzo |

## Outros Álbuns
Fruti-ritmo de Cómplices al Rescate (2002)
Disco publicitario do cereal Froot Loops.
| No. | Título                         |
| --- | ------------------------------ |
| 1.  | Cómplices Al Rescate (Grupera) |
| 2.  | Cómplices Al Rescate (Pop)     |
| 3.  | Cómplices Al Rescate (Pista)   |
| 4.  | Alma Gemela                    |
| 5.  | Superstar                      |
| 6.  | Volver A Casa                  |

Cantando hasta la Fama com Oscar Mayer (2002)
Disco publicitario
| No. | Título              |
| --- | ------------------- |
| 1.  | Mensagem da Belinda |
| 2.  | Oscar Mayer         |
| 3.  | Ahora Cantalo Tú    |
| 4.  | Oscar Mayer (Pista) |

Remixes (2004)
Disco promocional, contem faixas remixes e acústicas.
| No. | Título                           |
| --- | -------------------------------- |
| 1.  | Ángel (Acústica)                 |
| 2.  | Ángel (Extended Remix)           |
| 3.  | Vivir (Acústica)                 |
| 4.  | Vivir (Any Better)               |
| 5.  | Lo Siento (Remix Main Version)   |
| 6.  | Lo Siento (Remix Radio Edit)     |
| 7.  | Boba Niña Nice (Niño Powser Mix) |

Twister Moves (2004)
Disco publicitario do jogo Twister Moves.
| No. | Título                         |
| --- | ------------------------------ |
| 1.  | Lo Siento (Remix Main Version) |
| 2.  | Lo Siento (Remix Radio Edit)   |
| 3.  | Lo Siento (I'm Sorry)          |

PVD VideoNow (2004)
É um DVD para o jogo VideoNow, contém uma entrevista e 3 clips musicais
| No. | Título                 |
| --- | ---------------------- |
| 1.  | Lo Siento (Video)      |
| 2.  | Boba Niña Nice (Video) |
| 3.  | Ángel (Video)          |
| 4.  | Entrevista             |

Lidrock Cinemex (2006)
Disco publicitario da Cines. Contém o video de Ni Freud, Ni Tu Mamá, uma entrevista e mais.
| No. | Título                       |
| --- | ---------------------------- |
| 1.  | Ni Freud, Ni Tu Mamá (Video) |
| 2.  | Noche Cool                   |
| 3.  | Entrevista                   |
| 4.  | Screensavers y Wallpapers    |

## Turnês
| Ano         | Título                   |
| ----------- | ------------------------ |
| 2000        | La Ruta de La Amistad    |
| 2001        | Los Aventureiros en Tour |
| 2002        | Belinda Tour             |
| 2004        | Fiesta en La Azotea      |
| 2006        | Tour Utopía              |
| 2010        | Tour 'Promo' Carpe Diem  |
| 2013 - 2014 | Catarsis Tour            |